# Amastris (princesa)
Amastris o Amestris (en grec antic Ἄμαστρις o Ἄμηστρις) era el nom de la dona de Xerxes I de Pèrsia (486 aC–465 aC) i mare d'Artaxerxes I de Pèrsia Longimà (464 aC–424 aC).
Era filla d'Òtanes, segon Heròdot, o d'Onofes, segon Ctèsias. Heròdot la descriu com una persona molt cruel. En una ocasió, quan ja era molt gran, va fer matar 14 joves de les més nobles famílies perses com a sacrifici al déu que habitava sota terra com a agraïment per haver arribat a aquella edat, tot i que això no era costum persa. Heròdot també parla de l'horrible mutilació que va infringir a la seva jove Artaïnta, filla de Masistes i dona de Darios a la que Xerxes havia seduït. Va sobreviure a Xerxes.
Una altra Amastris era filla d'Artaxerxes II de Pèrsia, a la que van prometre al noble Tiribazos promesa que no es va complir.